# 丰仪镇
丰仪镇，是中华人民共和国陕西省咸陽市兴平市下辖的一个乡镇级行政单位。

## 行政区划
丰仪镇下辖以下地区：
新庄村、东温坊村、寨子村、水道口村、彭家村、郭公村、高甲村、北张村、祖门村、坡耳头村、大姑村、洛庄村、丰仪村和周闫村。